# Cossano Canavese
Pour les articles homonymes, voir Canavese.
Cossano Canavese est une commune italienne de la ville métropolitaine de Turin dans le Piémont en Italie.

## Administration
| Période                                  | Période  | Identité                  | Étiquette | Qualité |
| ---------------------------------------- | -------- | ------------------------- | --------- | ------- |
| depuis 14 juin 2004                      | En cours | Giovanni Stefano Gianotti |           |         |
| Les données manquantes sont à compléter. |          |                           |           |         |

### Hameaux
Avetta, Francia, Casale

### Communes limitrophes
Caravino, Settimo Rottaro, Borgo d'Ale, Borgomasino